# پیتستاون (نیوجرسی)

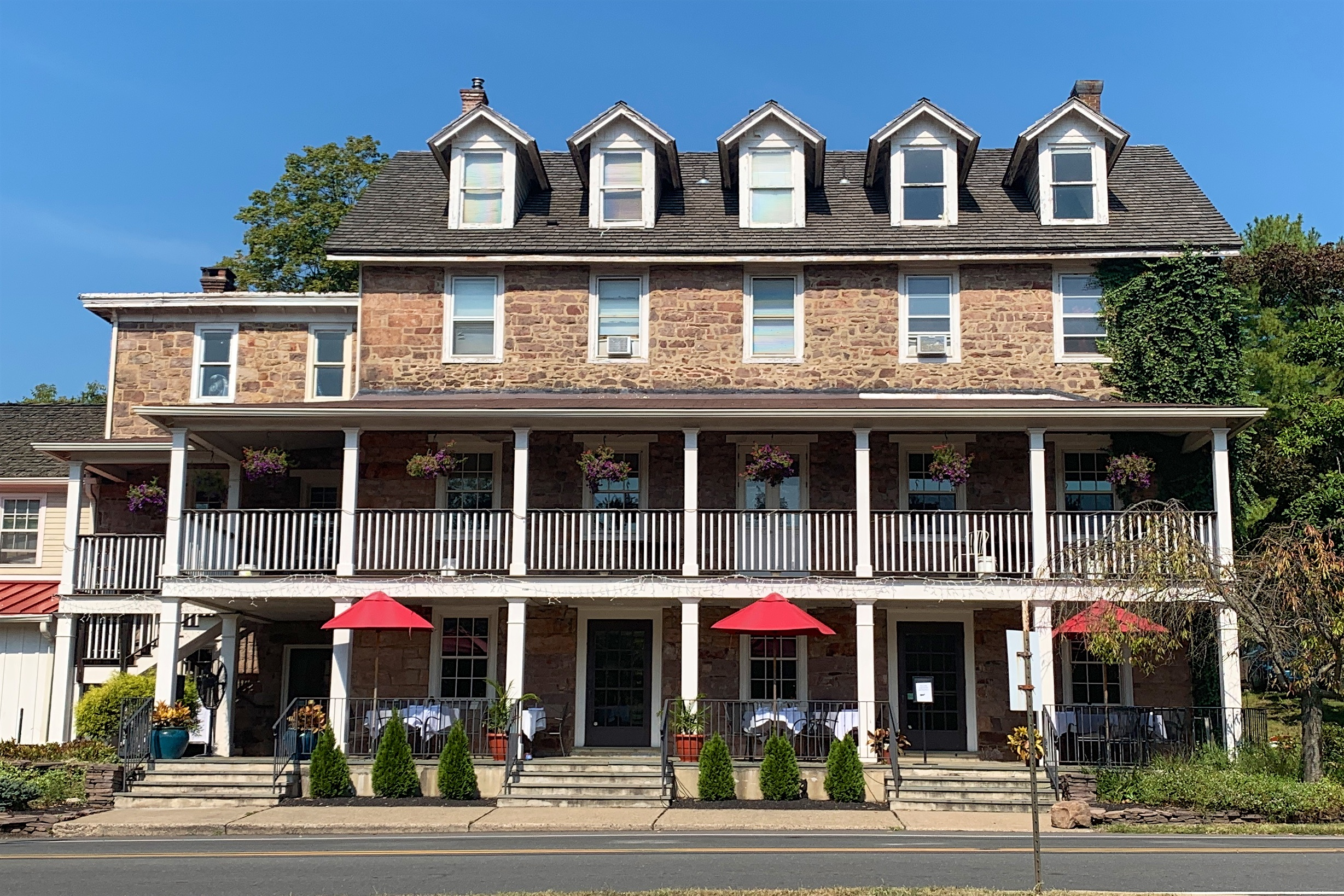
ساختمان پیتستاون

پیتستاون (به انگلیسی: Pittstown) یک منطقهٔ مسکونی در ایالات متحده آمریکا است که در الکساندریا، نیوجرسی واقع شده‌است. پیتستاون ۱۱۶ متر بالاتر از سطح دریا واقع شده‌است.